# Basse (vallon)
Pour les articles homonymes, voir Basse.
| Toponymes très usités du massif vosgien        |                                  |
| Langue romane                                  | Langue germanique                |
| Basse                                          | Thal                             |
| Variantes :                                    | Parenté avec:                    |
| Suisse, Savoie: Baisse, Besse, Basso, Bassière | Loch (lieu à l'écart, mal situé) |

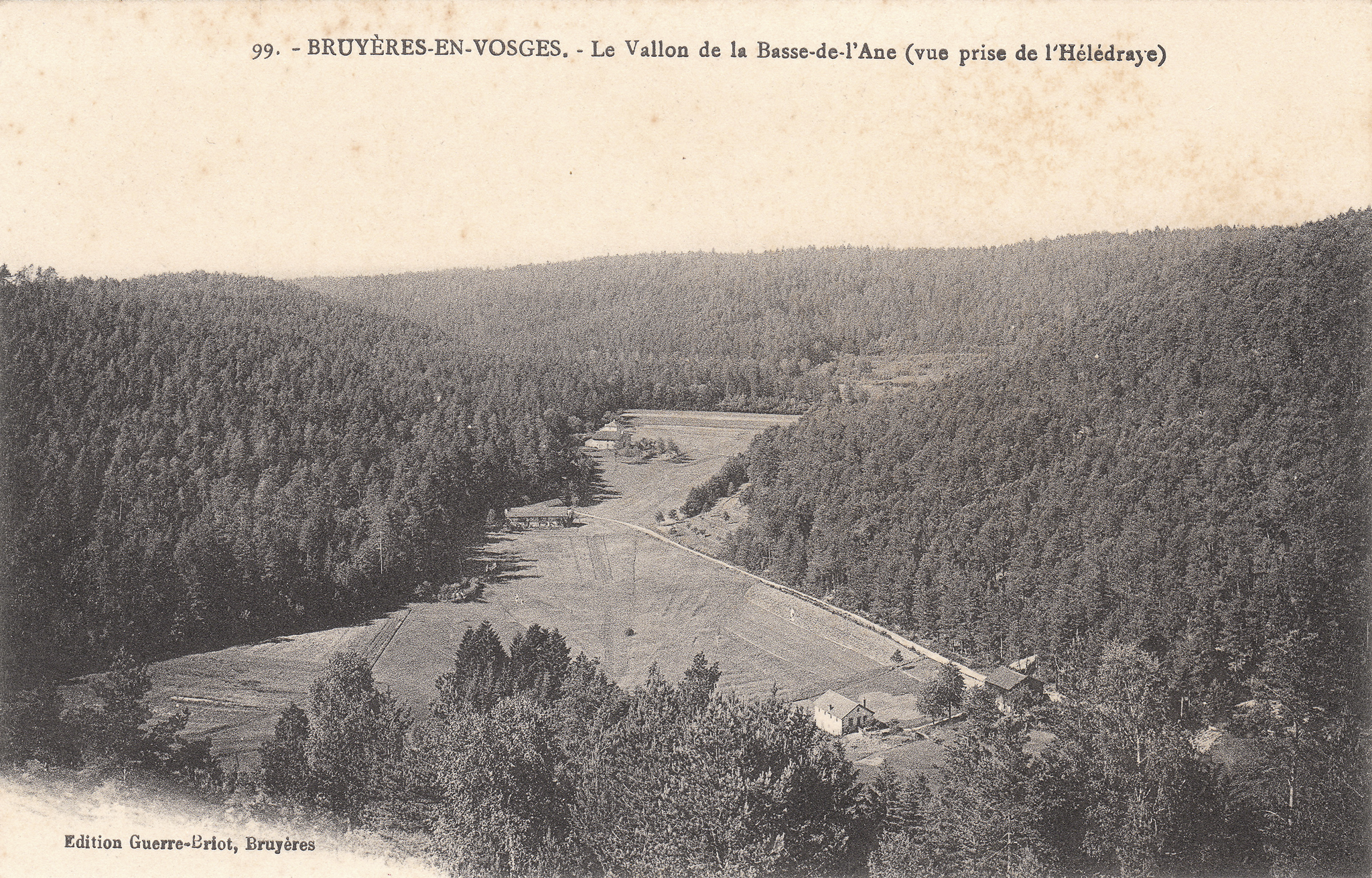
Basse de l'Âne

Le toponyme roman basse (prononcée en Lorraine [ba:s]) est attesté dans le massif des Vosges, le massif du Jura, en Savoie et en Suisse romande. Dans les Vosges, il est particulièrement usité dans sa partie centre-ouest à laquelle le grès bigarré a donné un type de relief caractéristique : la vallée fluviale en V très resserrée et très boisée. Une basse désigne donc un vallon perpendiculaire à la vallée principale qui se rétrécit au fur et à mesure que l’on arrive à la ligne de crête. En zone helvético-savoyarde où la roche et la configuration topographique sont différentes, il peut y avoir plusieurs acceptions, parmi elles, le sens proche d’un endroit moins élevé que les environs se trouvant en dessous d’un lieu de référence comme en ancien français « baisset ». La basse est comparable au ruz jurassien en tant que vallon cataclinal en taillant le flanc de l'anticlinal, mais en raison de la nature de la roche différente dans les deux massifs (calcaire et grès), la basse est moins escarpée, davantage resserrée comme une vallée en berceau.

## Étymologie et occurrence du terme
Les travaux de recherche linguistique sur l’ancien français et les différents dialectes d'oïl montrent que le mot basse en tant que nom commun existait déjà avec un sens précis en ancien français, écrit baisse ou besse comme en lorrain vosgien : au XIIIe siècle : il signifiait « un lieu bas », « une vallée » ou un « chemin creux ». On retrouve ici exactement les caractéristiques des basses vosgiennes, celui d’un « lieu bas souvent marécageux ».
En dialecte poitevin, une baisse désigne un lieu bas, vallon, la partie la plus profonde d'une vallée une « sorte de dépression produite à un endroit d'un terrain quelconque et où peuvent séjourner les eaux pluviales ». Baisse se rapproche aussi de baissière attesté comme terme dialectal ayant le sens d’une dépression dans un terrain, partie basse et souvent humide. Le terme de baissière désignait au XIXe siècle également un enfoncement dans une terre labourée qui retient l'eau de la pluie.

## Tradition orale des toponymes de milieux naturels
Comme c’est le cas partout en France, les noms des milieux naturels et anthropisés ont permis aux populations locales de se repérer dans leur environnement immédiat. C’est le cas des combes ou vallons.
Si l’on prend la liste des basses énumérées ci-dessous, on s’aperçoit que des patronymes leur sont associés (la Basse Aubry…), des descripteurs du paysage (Basses de la Roche, du Grand Pré, de la Malefosse…) de la flore (Basses des Pins, des Bouleaux, des Aulx, des Ronces…), d’un cours ou point d’eau (La Basse de l’Étang, basse du Canal…) ou encore de l’aspect général (Belle basse, basse Mauvais, Peute basse, Rude basse…) ou d’une activité artisanale (Basse Sagard, Basse de la Verrerie…). Des zoonymes sont également fréquents pour les basses : les basses de l’Âne, du Loup, du Coq, des Chevaux, de l’Écureuil, des Corbeaux. Les toponymes mêlant des événements plus ou moins plaisants ou intégrant la superstition de tradition orale sont attestés pour les basses aussi : la Basse du Diable, la Basse d’Enfer.

## Massif vosgien

### Forme dialectale à l’origine du toponyme
Le terme basse est vraiment très caractéristique du massif vosgien en tant qu’élément toponymique en milieu montagnard. Les basses que l’on voit sur les cartes topographiques officielles sont une francisation du mot régional besse ou baisse. Dans la plupart des patois vosgiens, une besse est une vallée en général. Par conséquent, le mot besse va au-delà de l’appellation toponymique et topographique qui semble plus restreinte. Par adjonction du diminutif vosgien -otte / -atte, une petite vallée est une bessotte ou bessatte. Le glossaire des termes dialectaux de la commission de toponymie de l'IGN atteste aussi pour les Alpes-Maritimes le mot baissetta qui désigne une vallée ou une petite dépression.
Lors de ses enquêtes auprès des Vosgiens patoisants méridionaux en 1917, Oscar Bloch trace dans son Atlas linguistique des Vosges méridionales la carte des mots donnés par les personnes sondées par secteur pour le terme no 777: « vallée ». Toutefois, il précise en notes explicatives qu'après avoir répondu « velaye », [velaːj], ils ajoutent que le mot ne s'emploie pas. Besse désigne pour eux exactement le creux qui se trouve entre deux collines. Oscar Bloch renvoie ensuite au terme « colline » car, en vosgien toponymique, il prend le sens inattendu de « plaine ».
L'occurrence du lexème besse ([bɛs]) est très forte sur tout le massif et dépasse les grandes sous-familles dialectales vosgiennes. L'étude du romaniste strasbourgeois pendant la période d'annexion, Adolf Horning, sur les dialectes de Metz à Belfort lui donne simplement le sens de « vallée » (« Thal »). Le dictionnaire des patois romans de la Moselle de Léon Zéliqzon n'atteste le mot « bèsse » que pour les secteurs des Vosges mosellanes ou en bordure du massif pour le Saulnois et le pays entre Moselle et Seille. Il indique en premier sens la flaque d'eau ou l'endroit marécageux. En deuxième sens, une bèsse dans le nord-est de la Lorraine est également un bas-fond dans la montagne ou un vallon. Zéliqzon donne des exemples : « Lè bèsse di Bianc Ri » (la vallée du Blanc-Rupt). « Lo ri cot dans lè bèsse »,(le ruisseau coule dans la vallée). L'étude du patois welche du Ban de la Roche en Alsace par le Sieur Oberlin en 1775 à Strasbourg atteste le terme baisse avec le sens de vallée. En revanche, le dictionnaire de l'abbé Varlet sur le patois meusien, déjà plus éloigné du massif vosgien, n'atteste ni bèsse, ni baisse. Le terme basse y prend le sens de borne, limite avec le verbe bassi « délimiter, aborner ». La petite vallée s'y dit vaucelle et l'expression à la vallaïe pour dire en aval montre que la zone d'extension de la basse du secteur vosgien est atteinte.
Dans certaines microrégions vosgiennes, on utilise d’autres termes pour désigner une vallée fermée en amont qui s’ouvre de plus en plus en aval :
- combe;
- combêlle;
- bwôilloûre.

La parenté avec le terme alpin combe est flagrante, mais contrairement à une combe alpine ou jurassienne, une basse n’est pas dans l’axe d’un pli anticlinal. Une basse n’est pas forcément associée à un lieu très hospitalier, bien situé. Au contraire, on se l’imagine à l’écart avec un microclimat peu favorable. Quand la vallée prend une connotation culturelle, administrative et politique, comme à Saint-Dié par exemple, on utilisait également le mot val (en patois plutôt vau).

### Répartition des toponymes en basse

#### Massif forestier de moyenne altitude

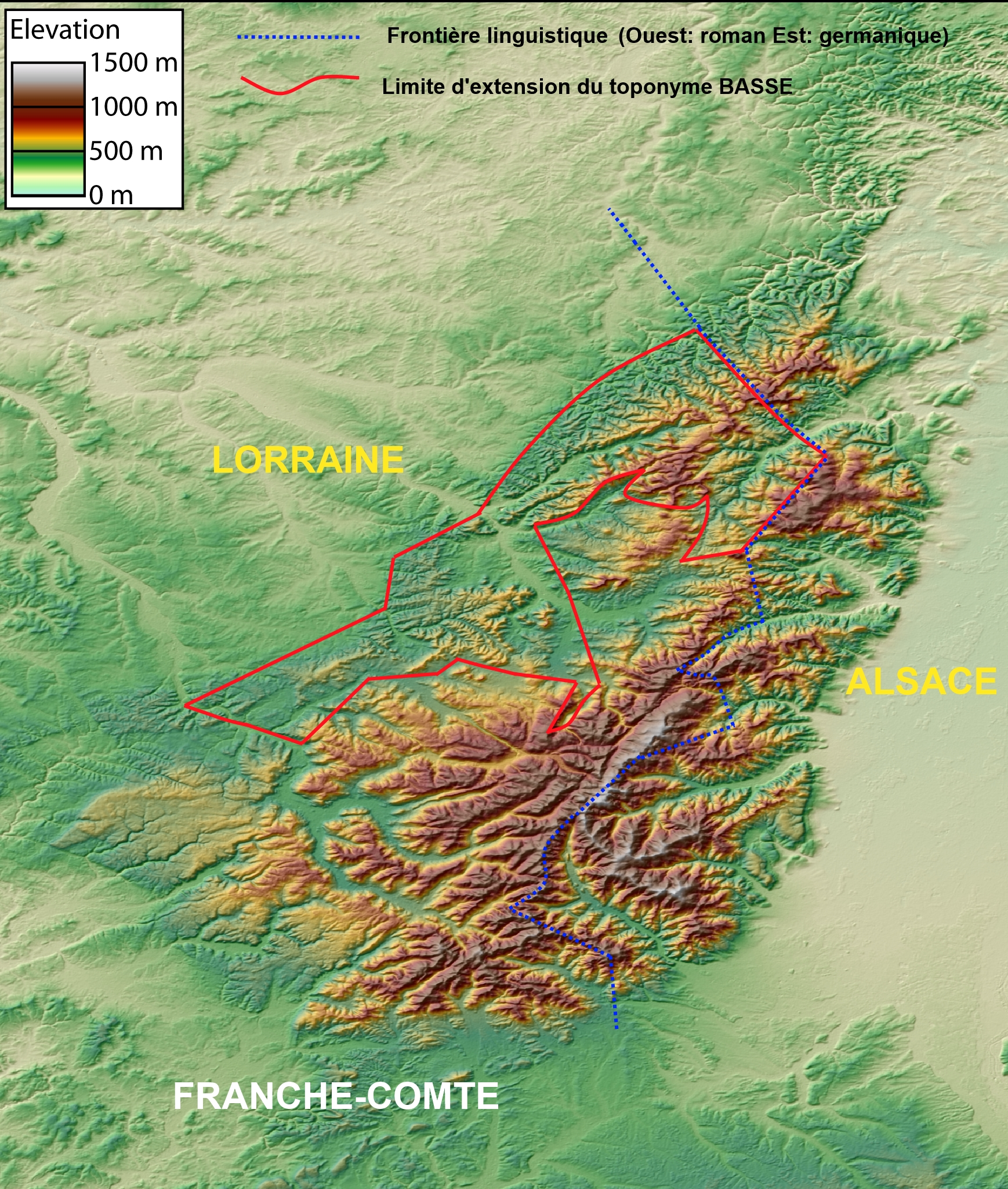
Zone d'extension du toponyme « basse ».

On constate sans grand problème que les basses apparaissent sur les cartes à partir du moment où l’altitude atteint au moins 350 m et où la configuration grès-forêt-relief encaissé est plus marquée. Ce sont en général les massifs boisés peu habités des basses et moyennes Vosges du nord au sud :
- le pays de Dabo ;
- le massif du Donon ;
- le massif du Champ du Feu ;
- la haute vallée de la Bruche ;
- la forêt de la Côte de Répy ;
- la forêt de Mortagne ;
- la forêt d’Autrey ;
- la forêt de Champ ;
- la forêt de Faîte ;
- la haute vallée de la Meurthe.

#### Frontière linguistique romano-germanique
Comme le terme est roman, son utilisation s’arrête brutalement dès qu’on atteint la frontière linguistique entre la famille romane et la famille germanique, d’un côté la Lorraine romane, de l’autre la Lorraine francique ou l’Alsace alémanique. Cette limite traverse, en effet, le massif des Vosges.
La transition peut être brutale ; d’un côté de la vallée (ouest / sud-ouest) les basses se succèdent, de l’autre côté (est / nord-est) ce sont les toponymes avec le suffixe /-thal/ qui prennent le relais. Parfois, c’est la ligne de crête qui sert de limite toponymique.
La présence du terme « basse » indique aux randonneurs qu’ils sont en zone romane. Toutefois, il ne faut pas confondre la limite départementale avec la limite linguistique : les toponymes romans dépassent la ligne de crête dans les départements alsaciens du Bas-Rhin et Haut-Rhin.

#### Limite orientale des basses dans le massif vosgien
La zone d’extension des basses est en plein massif montagneux, on peut grossièrement, et à quelques vallons près, tirer une ligne en passant par les sommets suivants du nord au sud :
- Katzenberg (462 m) ;
- Le Grand Rommelstein (543 m) ;
- Col du Brechpunkt (545 m) ;
- Hunerstkopf (743 m) ;
- Grossmann (986 m) ;
- Rocher de Mutzig (1 009 m) ;
- Katzenberg (902 m) (67) ;
- Bruchberg (733 m) ;
- Champ du Feu (1 100 m) ;
- Climont ;
- Schlossberg (703 m) ;
- La tête des Porcs (1 113 m).

#### Limite occidentale du toponyme basse dans les Vosges
À l’ouest, pour délimiter l’extension maximale du terme « basse », il faut tirer une ligne par les villes suivantes :
- Niderhoff (Moselle) ;
- Bertrambois (Meurthe-et-Moselle) ;
- Cirey-sur-Vezouze (Meurthe-et-Moselle) ;
- Val-et-Châtillon (Meurthe-et-Moselle) ;
- Badonviller (Meurthe-et-Moselle) ;
- Bertrichamps (Meurthe-et-Moselle) ;
- Housseras (Vosges) ;
- Grandvillers (Vosges) ;
- Épinal (Vosges) ;
- Jarmenil (Vosges).

Cela correspond aux villes en bordure du massif vosgien.

#### Limite méridionale des basses
La montagne vosgienne devient cristalline au sud de la vallée de la Vologne et de son affluent le Neuné. L’occurrence des basses sur les cartes topographiques y est quasi nulle bien que les patois vosgiens de ces régions utilisent le terme usuel de « besse » pour désigner une vallée. Il y a un petit îlot dans la vallée de la Haute-Meurthe pourtant plus élevée en altitude que les collines des Basses-Vosges.
La configuration géologique du secteur correspond moins bien au schéma classique de la Basse. Les vallées principales sont plus en auge et on observe sur les cartes que les vallons perpendiculaires prennent souvent l’appellatif de « goutte » ou « rupt » (« ru »), c’est-à-dire un terme plus axé sur la présence d’un cours d’eau que sur une dépression ou un creux dans la montagne.
La limite d’extension des basses au sud est la vallée de la Vologne. Il existe néanmoins quelques basses éparses en dessous de cette ligne.

## Suisse romande, Savoie
Comme pour beaucoup d'autres composants toponymiques attestés dans le massif vosgien, le terme "basse" est également usité en Suisse et en Savoie avec le même sens.
Les variantes sont :
- Base
- Baisse
- Basso
- Bassière
- Bassire
- Basset

### Savoie
- Col de la Baisse (73)
- Crêt de la Baisse (73)

### Suisse-Vaud
- Col de Base
- La Bassire
- La Bassière des Vignoles

### Suisse - Valais
- Le Basse
- Le Col de la Basse
- Le Basset de la Cretta
- Le Basso d'Alou

## Liste des basses du massif vosgien
Comme on peut le voir dans la liste ci-dessous, le nombre de basses dans l'aire linguistique lorraine illustre de manière objective sa forte représentativité. Certaines basses n'apparaissent pas forcément sur les cartes topographiques.

### Bassin de la Sarre
1. Vallée de la Sarre rouge (département de la Moselle)
  1. La Basse
  2. La basse de l'Aigle[22]
  3. La basse du Cuvelier[22]
  4. La basse de la Rouge
  5. La basse du Sauvageon
  6. La basse Frentz[22]
  7. La basse du Moulin
  8. La basse du Vieux-Château
  9. La basse Delade
  10. La basse du Diable
  11. La basse de la Croix Simon
  12. La basse de la Brouque
  13. La basse Langschiess
  14. La basse Courrier
  15. La basse du Coq
  16. La basse des Pins
  17. La basse Bastie
  18. La basse Colbeck
  19. La basse Sarrelot[22]
2. Vallée de Wellerst affluent de la Sarre-Rouge (département de la Moselle)
  1. La basse de la Founotte
  2. La basse de l'Étang
  3. La basse des Bouleaux
3. Vallée du Lettenbach, affluent de la Sarre Rouge (département de la Moselle)
  1. La basse Mélot
  2. La basse de Saint-Quirin
  3. La basse du Loup[22]
  4. La basse des Loups[22]
  5. La basse Aubry
4. Vallée du Saint-Quirin, affluent de la Sarre-Rouge (département de la Moselle)
  1. La basse du Sauvageon
  2. La basse Curlot[22]
  3. La basse du Bouge
  4. La basse de la vieille Scierie ou Scierie brûlée
5. Vallée du Engenthal, affluent du Saint-Quirin (département de la Moselle)
  1. La basse Jordy
  2. La basse de Mann
  3. La basse Carcasse
  4. La basse Brémont
  5. La Belle basse
  6. La basse des Cordonniers
6. Vallée de la Sarre blanche, affluent de la Sarre (département de la Moselle)
  1. La Noire basse
  2. La basse Bailly
  3. La basse du Houzard
  4. La basse de la Verrerie
  5. La basse Leonard[22]
  6. La basse Raon[22]
  7. La basse d'Enfer
  8. La basse des Chevaux[22]
  9. La basse Saint-Quirin
  10. La basse Noire[22]
  11. La basse Sarrelot[22]
  12. La basse Xirxange[22]

### Bassin de la Meurthe
1. Vallée du Châtillon, affluent de la Vézouze (département de Meurthe-et-Moselle)
  1. La basse Charmois
  2. La basse Verdenal
2. Vallée du Val, affluent de la Vézouze (département de Meurthe-et-Moselle)
  1. La basse Mauvais
  2. La basse Hiéry
3. Vallée de la Fave, du Bleu, vallon Sainte-Catherine (département des Vosges)
  1. La basse de la Croix[23]
  2. La basse des Épines[23] (Vosges)
  3. La basse Saint-Jean (Meurthe-et-Moselle)
4. Vallée de la Meurthe, affluent de la Moselle, (département de Meurthe-et-Moselle) et département des Vosges)
  1. La basse Saint-Jean (Meurthe-et-Moselle)
  2. La basse des Grands Fourchons (Meurthe-et-Moselle)
  3. La basse des Corres (Meurthe-et-Moselle)
  4. La basse Grand Pré (Vosges)
  5. La basse des Péreux (Vosges)
  6. La basse de la Grande Goutte (Vosges)
  7. La basse du Las[23] (Vosges)
  8. La Basse du Loup (Meurthe-et-Moselle)
  9. La basse du Pré (Meurthe-et-Moselle)
5. Vallée du Rabodeau
  1. La Basse[23]
  2. La basse des Loges
  3. La basse de la Courbe Ligne
6. Vallée de la Mortagne, affluent de la Meurthe, (département des Vosges[23])
  1. La basse de la Corre
  2. La basse de Linty
  3. La basse des Fourmils[23]
  4. La basse des Ronces
  5. La basse des Corres
  6. La Grande basse
  7. La Basse des Pesées[24]
  8. La basse de l'Ecureuil
  9. La basse de la Malefosse
  10. La basse Forain[23]
  11. La basse du Lançois[23]
7. La Vallée du Seucy, affluent de la Petite Meurthe dont on appelle la vallée en patois vosgien « la petite besse » (département des Vosges)
  1. La basse des Roses
  2. La basse des Aulx
  3. La Peute basse
8. Vallée de la Plaine (département des Vosges)
  1. La basse de l'Aigle
  2. La basse des Loups
  3. La basse George[23]
  4. La basse de Jean-Georges

### Bassin de l’Ill
1. Vallée de la Bruche, affluent de l'Ill (département du Bas-Rhin)
  1. La Grande basse
  2. La basse du Boucher
2. Vallée du Netzenbach, affluent de la Bruche (département du Bas-Rhin)
  1. La Grande basse
  2. La basse Schneider
  3. La basse Sagard
  4. La basse de la Roche
  5. La basse du Rond Pré
  6. La Bassotte
  7. La basse Claudon
  8. La basse du Canal
  9. La Rudebasse
  10. La basse des Corbeaux
3. Vallée de la Petite Wisches, affluent du Netzenbach (département du Bas-Rhin)
  1. La Grande basse du Bourg
4. Vallée de la Climontaine, affluent de la Bruche (département du Bas-Rhin)
  1. La basse Charton
5. Vallée du Champenay, affluent de la Bruche (département du Bas-Rhin)
  1. La basse des Chams
6. Vallée de la Lièpvrette, affluent du Giessen (département du Bas-Rhin)
  1. La basse Mathis
  2. La basse des Noyers
7. Vallée du Giessen (département du Haut-Rhin)
  1. La Basse Nicole
  2. La Basse
  3. la Laide basse
8. Vallée de la Rothaine (département du Bas-Rhin)
  1. La basse du Maçon[23]

### Bassin de la Moselle supérieure
1. Vallée de Haute Vologne
  1. La basse de la Cuve[23]
  2. La basse de la Mine[23]
  3. La basse de l'Ours
  4. La basse des Sauts[23]
  5. La basse des Sots[25]
2. Vallée du Chajoux
  1. Le Ruisseau de la Grande basse
  2. La Noire basse
3. Vallée de  la Mortagne
  1. la basse des Fourneaux[23]
  2. La basse des Jumeaux[23]
  3. La basse des vannes[23]
4. Vallée de la Moselle
  1. La Basse[23]
  2. La basse des Eaux[23]
  3. la basse du Breuil[23]
  4. La basse du Crot[23]
  5. La Basse Henry[23]
5. Vallée de la Moselotte
  1. la basse de Goutte (ruisseau des Trys)[23]
  2. La basse des Feignes[23]
  3. La basse du Maçon (vallon du Rothaine)
6. La Vallée de l'Arentelle, affluent du Durbion (département des Vosges)
  1. La basse de l'Âne (Illustration ci-dessus - Nommée The Donkey Flats par les troupes américaines à la Bataille de Bruyères[26],[27])
7. La Vallée du Neuné, affluent de la Vologne (département des Vosges)
  1. La basse de Belmont[23]
  2. La basse du Come[28]
  3. La basse du Lait
  4. La basse de Xeuti[23]
  5. La Grande Basse[29]
  6. La Noire Basse[29]
8. La Vallée du Barba, affluent de la Vologne, vallon de la Hutte (département des Vosges)
  1. La basse des Combes
  2. La basse des Xeux[23]
  3. La basse Didier[23]
9. La vallée de la Tranchée de Docelles, affluent de la Moselle (département des Vosges)
  1. La basse de Jean Beauloup
10. La vallée de la Goulle, affluent du Neuné, affluent de la Vologne (département des Vosges)
  1. La basse de Martimpré[23]

## Sources lexicales sur le patois vosgien
- Constant Lemasson, Lexique du patois vosgien de Fiménil, 1926.
- ALLR J. Lanher, A. Litaize, 1979, CNRS éditions (pour Saint Jean-du-Marché et Mortagne)
- M. Jean Baptiste Thomas, Revue Lorraine Populaire, juin 1976, no 10, texte en patois de Brouvelieures
- Nicolas Haillant, Flore populaire des Vosges, 1885, réédité Éditions Lacour, 1996.
- Josette Masade (de Champdray), textes dans l'Est Républicain.
- Pierre Fève, Bulletin de la Société Philomatique des Vosges, no 74 à 77, 1971-1974 (patois de Corcieux)
- Chanoine Hingre, Bulletin de la Société Philomatique des Vosges, 1903-1924 (patois de la Bresse)